# Jiří Kylián

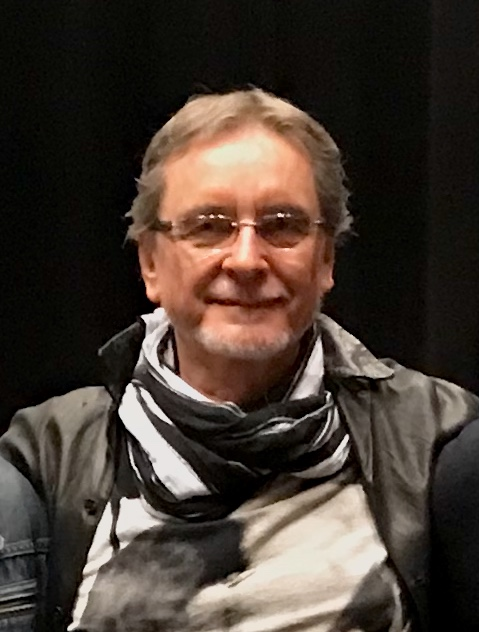
Jiří Kylián (2019)

Jiří Kylián (ook vaak ten onrechte met vier i's geschreven, als Jiří Kilián), in het Nederlands meer bekend als Jiri Kylian of Jirí Kylián (Praag, 21 maart 1947) is een Tsjechische danser en choreograaf.
Kylian studeerde in Praag, maar ook aan de Royal Ballet School in Londen. Hij ging werken bij het ballet van Stuttgart in 1968, waar hij begon te choreograferen. Kylián werd artistiek directeur van het Nederlands Dans Theater in 1976. Zijn stijl is energiek en modern. Een van zijn bekendste werken is Strawinsky's 'Psalmensymfonie' (1978). Andere werken zijn Car Men, Nomaden, Black and White, Forgotten Land, Stamping Ground, Bella Figura en One of a Kind.

## Balletten
Stamping Ground is een ballet geïnspireerd door de cultuur van Australische Aboriginals, die hij op uitnodiging in 1980 onderzocht. Kylian bestudeerde de millennia oude danstechnieken en verwerkte die in een nieuwe context. De muziek werd geschreven door Carlos Chávez. De wereldpremière was op 17 februari 1983 in het Circustheater. In de dans wordt geen poging gedaan om de originele voorgeschreven bewegingen te imiteren, dat zou in de Aboriginal visie diefstal en heiligschennis zijn, maar iedere danser moet, zoals Kylian zegt, "het beest in zichzelf ontdekken".
Forgotten Land uit 1981 onderzoekt herinneringen, gebeurtenissen en personen die weg of vergeten raken, en hoe mensen soms zonder succes proberen ze te achterhalen. Het werk is gebaseerd op een schilderij van vrouwen op een strand door de Noorse kunstenaar Edvard Munch. Het werk bestaat hoofdzakelijk uit duo's die hun armen op allerlei manieren strekken, alsof ze naar iets reiken. Dit ballet gaat over je verloren geboorteplek, je verloren liefde en je verloren verleden, en er zijn ook duetten bij die gewelddadige stemmingen reflecteren. De duo's eindigen tezamen als een groot geheel, waarbij de vrouwen op het strand worden achtergelaten, als vogels die niet kunnen vliegen.
Falling Angels is een van de Black and White-balletten die Kylian schiep in 1989 met acht vrouwelijke dansers gekleed in zwarte maillots. Er werd slagwerkmuziek gebruikt van Steve Reich, die gebaseerd was op rituele muziek uit Ghana. Muzikale ritmen en patronen werden gemixt in een synthesizer om een gelaagd effect te bereiken. Zo ontstaat een erg fysieke dans, op energieke, soms koortsachtige klanken.

## Nederlands Dans Theater
Kylián was 34 jaar verbonden aan het Nederlands Dans Theater, waarvoor hij 74 balletten creëerde. Deze worden over de hele wereld uitgevoerd en zijn voor het grootste deel in Den Haag ontstaan. Tot in 1999 trad hij er op als artistiek leider, daarna bleef hij nog tien jaar werkzaam als huischoreograaf.

## Onderscheidingen
In 2000 kreeg Kylián, evenals het Nederlands Dans Theater, de Laurence Olivier Award voor de uitvoering van Symphony of Psalms in Sadler's Wells Theatre, Londen.
In 2006 was hij de eerste ontvanger van de Jiří Kylián Ring, een doorgeefprijs voor mensen die 'op vernieuwende of progressieve wijze hebben bijgedragen aan de dans'.
Op 2 december 2008 onderscheidde koningin Beatrix Jiří Kylián met de Eremedaille voor Kunst en Wetenschap.
Op 29 maart 2017 werd hij door burgemeester Pauline Krikke benoemd tot ereburger van Den Haag, wegens zijn zeer belangrijke bijdragen aan het culturele klimaat in Den Haag. Hierbij ontving hij de daaraan verbonden hoogste onderscheiding, de Gouden Erepenning van de stad Den Haag.

## Privé
Kylián is gehuwd met zijn muze, danseres Sabine Kupferberg.

## Repertoire
- 1970 - Paradox
- 1970 - Kommen und gehen
- 1971 - Incantations
- 1972 - Der Einzelgänger
- 1972 - Der stumme Orpheus
- 1973 - Viewers
- 1974 - Blaue Haut / Blue Skin
- 1974 - Der Morgen danach
- 1974 - Rückkehr ins fremde Land
- 1974 - Stoolgame
- 1975 - La Cathédrale engloutie
- 1975 - Rückkehr ins fremde Land / Return to a Strangeland
- 1975 - Verklärte Nacht / Transfigured Night
- 1975 - Torso
- 1976 - Nuages
- 1976 - Elegia
- 1976 - Symphony in D
- 1977 - November Steps
- 1977 - Ariadne
- 1978 - Kinderspelen
- 1978 - Sinfonietta
- 1978 - Intimate Pages
- 1978 - Rainbow Snake
- 1978 - Psalmensymfonie / Symphony of Psalms
- 1979 - Glagolitic Mass
- 1979 - Dream Dances
- 1980 - Soldatenmis / Fieldmass
- 1980 - Overgrown Path
- 1981 - Forgotten Land / Vergessenes Land
- 1981 - Nomaden / Nomads
- 1982 - Svadebka
- 1982 - Lieder eines fahrenden Gesellen / Songs of a Wayfarer"
- 1983 - Stamping Ground

- 1983 - Dream Time
- 1983 - Curses and Blessings
- 1983 - Wiegenlied
- 1984 - Valencia
- 1984 - L'enfant et les sortilèges
- 1984 - Heart's Labyrinth
- 1985 - Heart's Labyrinth II
- 1985 - Piccolo Mondo
- 1986 - Silent Cries
- 1986 - L'Histoire du soldat
- 1986 - Sechs Tänze / Six Dances
- 1987 - Frankenstein!!
- 1987 - Sint Joris rijdt uit
- 1987 - Evening Songs
- 1988 - Kaguyahime
- 1988 - No More Play
- 1989 - Tanz-Schul
- 1989 - Falling Angels
- 1990 - Sweet Dreams
- 1990 - Sarabande
- 1990 - Feuillet d'automne
- 1991 - Un ballo
- 1991 - Petit mort
- 1991 - Obscure Temptations
- 1991 - Stepping Stones
- 1992 - As If Never Been
- 1992 - No Sleep Till Dawn of Day
- 1993 - Whereabouts Unknown
- 1994 - Tiger Lily
- 1994 - Perfect Conception
- 1994 - Double You
- 1994 - Arcimboldo
- 1995 - Bella figura
- 1996 - Anna and the Ostriches

- 1996 - Tears of Laughter
- 1996 - Trompe l'oeil
- 1996 - If Only...
- 1996 - Compass
- 1997 - Wings of Wax
- 1998 - A Way a Lone
- 1998 - One of a Kind
- 1998 - Indigo Rose
- 1999 - Half Past
- 1999 - Doux mensonges
- 2000 - Arcimboldo
- 2000 - Click - Pause - Silence
- 2001 - Birth-Day
- 2001 - Blackbird
- 2002 - 27'52"
- 2002 - Claude Pascal
- 2002 - When Time Takes Time
- 2003 - Far Too Close
- 2003 - Last Touch
- 2004 - Il faut qu'une porte
- 2004 - Sleepless
- 2005 - Toss of a Dice
- 2005 - Chapeau
- 2006 - Tar and Feathers
- 2008 - Vanishing Twin
- 2008 - Last Touch First
- 2008 - Gods and Dogs
- 2009 - Zugvögel
- 2009 - Mémoires d'oubliettes
- 2011 - Anonymous
- 2013 - East Shadow
- 2014 - Fortune Cookies
- 2019 - Inauguration

- Biblioteca Nacional de España: XX1460071
- Bibliothèque nationale de France: cb13972588p (data)
- Gemeinsame Normdatei: 119491648
- International Standard Name Identifier: 0000 0001 1449 912X
- Library of Congress Control Number: n91007958
- Nationale Bibliotheek van Tsjechië: jo20000080700
- Nationale Bibliotheek van Israël: 987007449476605171
- Nederlandse Thesaurus van Auteursnamen: 069694109
- LIBRIS: 338660
- SNAC: w6qv3nx2
- Système universitaire de documentation: 035089857
- Trove: 977158
- Virtual International Authority File: 64145971358332330998
- WorldCat: E39PBJcr7PQf3RjqkbwgpFKjmd